# Hrabstwo Clay (Arkansas)
Hrabstwo Clay (ang. Clay County) to hrabstwo w północno-wschodniej części stanu Arkansas w Stanach Zjednoczonych. Hrabstwo zajmuje powierzchnię lądową 1655 km². Według szacunków United States Census Bureau w roku 2005 liczyło 16 578 mieszkańców. Siedzibą zachodniej części hrabstwa jest miasto Corning, a wschodniej miasto Piggott. Hrabstwo należy do nielicznych hrabstw w Stanach Zjednoczonych należących do tzw. dry county, czyli hrabstw gdzie decyzją lokalnych władz obowiązuje całkowita prohibicja.

## Miejscowości
- Corning
- Datto
- Greenway
- Knobel
- McDougal
- Nimmons
- Peach Orchard
- Piggott
- Pollard
- Rector
- St. Francis
- Success